# Oberföhringer Straße
Die Oberföhringer Straße ist eine Innerorts- und Ein- und Ausfallstraße im Stadtteil Bogenhausen von München.

## Verlauf
Die Oberföhringer Straße beginnt in Verlängerung der Ismaninger Straße am Herkomerplatz im Süden und führt in nordnordöstlicher Richtung auf der Höhe des östlichen (linken) Isarhochufers, teilweise unmittelbar an der Höhenkante, über dem Herzogpark, zu dem (und weiter nördlich ins Grüntal und nach St. Emmeram) verschiedene Treppen und Steige hinabführen, zu dem am 1. Juli 1913 nach München eingemeindeten Dorf Oberföhring und weiter bis zur Stadtgrenze zur Gemeinde Unterföhring, wo sie in die dortige Münchner Straße übergeht. Dabei kreuzt sie auf der Höhe der Straße An der Salzbrücke die Trasse der historischen Salzstraße. Das ursprüngliche Dorfzentrum von Oberföhring mit der Kirche St. Lorenz liegt nur wenige Meter westlich der Oberföhringer Straße. An dieser liegt bei der Einmündung der Cosimastraße die Straßenbahnwendeschleife der Station St. Emmeram.

## Technische Bauwerke
Über den am Isarhang in einem Einschnitt verlaufenden Isarring (Bundesstraße 2R, Mittlerer Ring) ist die Straße mit einer hohen Brücke geführt.

## Öffentlicher Verkehr
In St. Emmeram enden die aus der Cosimastraße kommenden Straßenbahnlinien 16 und 17/37 mit direkter Verbindung über Arabellapark und Effnerplatz in die Innenstadt, durch die Oberföhringer Straße verkehren die Stadtbuslinien 188 und 189 vom Bahnhof Daglfing und Herkomerplatz durch die Oberföhringer Straße weiter nach Unterföhring. Im Straßenverlauf liegen von Süd nach Nord die Haltestellen Herkomerplatz – Isarring – Mahirstraße – Odinstraße – Wahnfriedallee – Lohengrinstraße – Bürgerpark Oberföhring – Muspillistraße – Oberföhring Post – Bernheimerstraße – St. Emmeram.

## Geschichte
Die Oberföhringer Straße folgt der alten, entlang dem Isarhochufer in Nord-Süd-Richtung von Ismaning nach Haidhausen verlaufenden Straße. Sie verläuft überwiegend auf Gebiet, das vor 1803 zum Hochstift Freising gehörte. Die Grenze zum damaligen Kurfürstentum Bayern verlief am Priel etwa in Höhe der heutigen Mahirstraße. Mit dem 1964 erfolgten Ausbau der weitgehend parallel, aber weiter östlich verlaufenden Effnerstraße, die über den Föhringer Ring einen direkten Anschluss an die Bundesautobahn 9 bietet, verlor sie einen Großteil ihrer überörtlichen Verkehrsbedeutung.
An der Oberföhringer Straße 57 liegt das ehemalige Pflaster-Zollhaus Oberföhring.
An der Straße lagen mehrere ehemalige Ziegeleien (Nr. 58, Nr. 85, Nr. 1089, jetzt Gartenstadt Priel. Nr. 156, jetzt Bürgerpark, ehem. Nr. 186a, jetzt Einmündung Cosimastraße, Nr. 188a, Nr. 204, Nr. 234, Nr. 256).

## Baudenkmäler

### Denkmalgeschützte Bauwerke

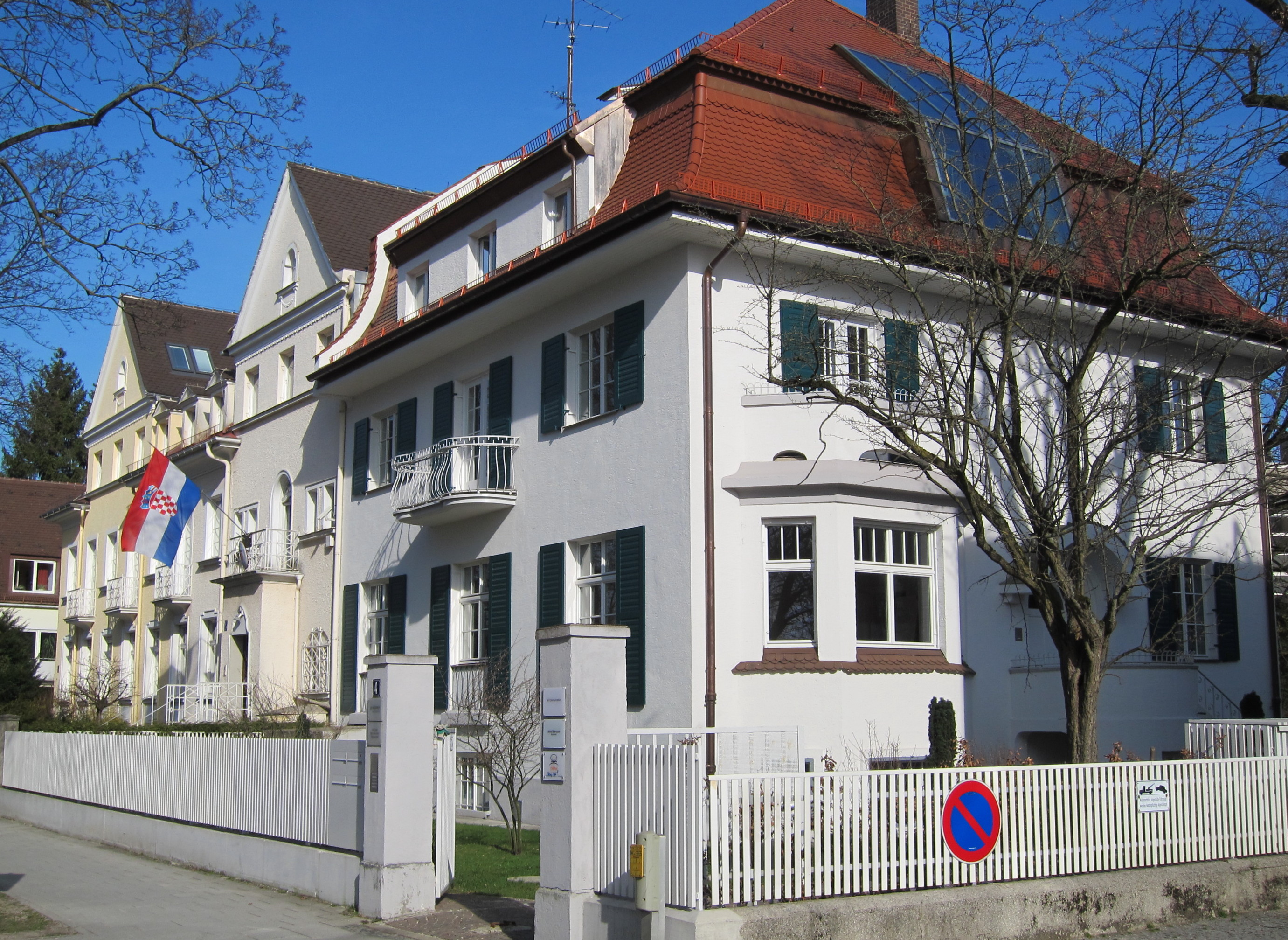
Oberföhringer Straße 4, 6 und 8
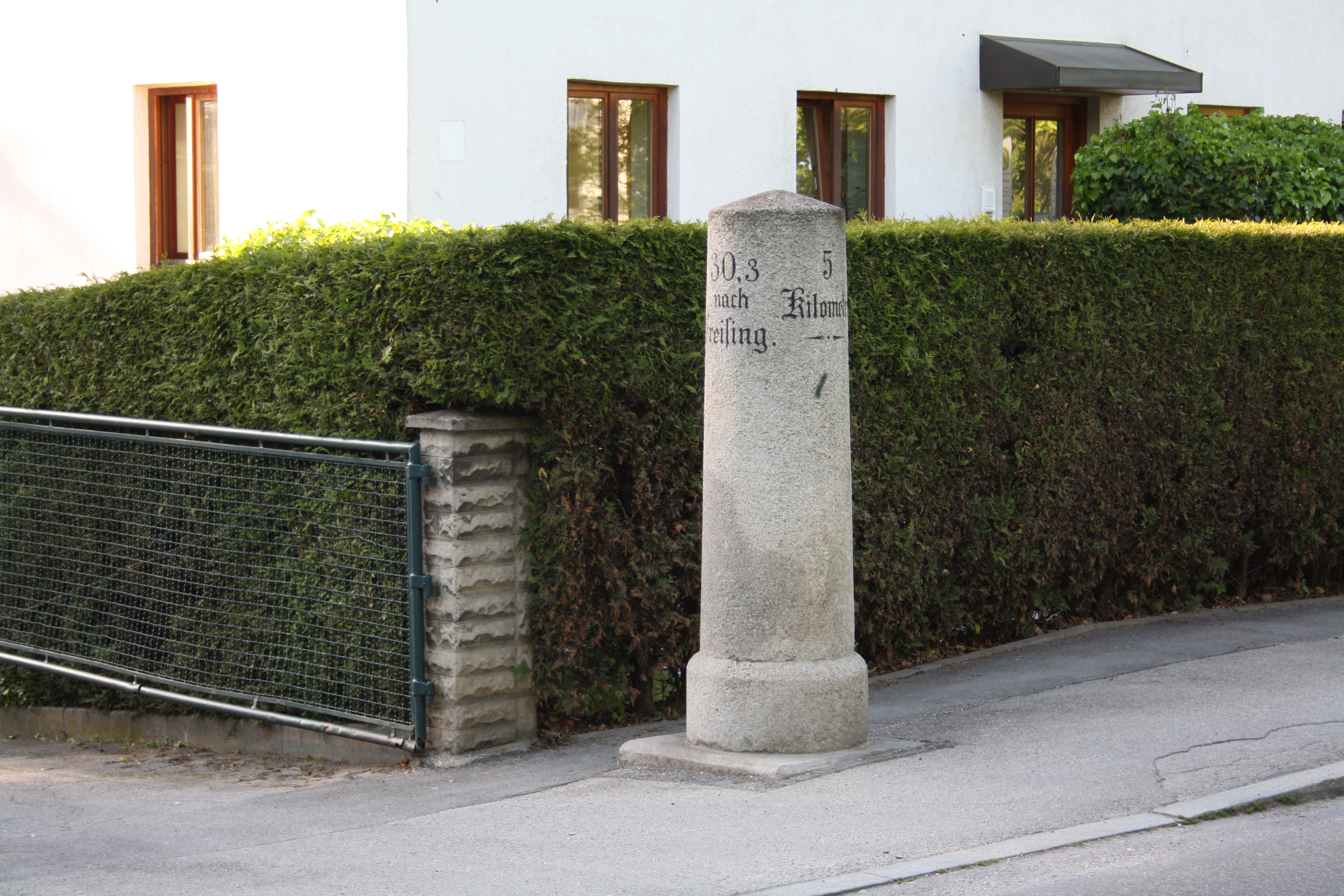
Kilometerstein bei Nr. 37
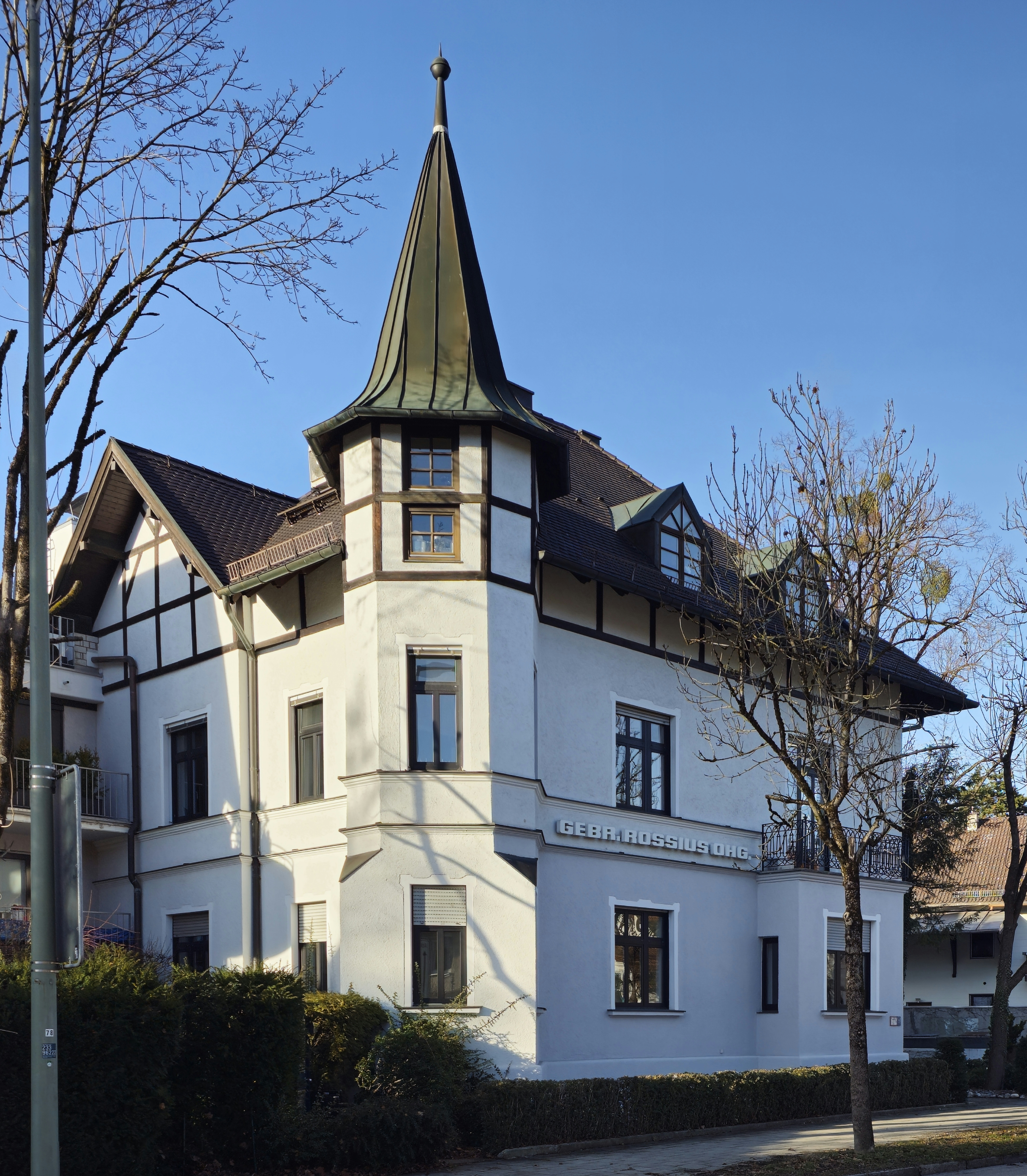
Villa (Nr. 123)

- Nr. 4: barockisierende Villa, 1904, Block mit Nr. 6 und Nr. 8
- Nr. 6: um 1920
- Nr. 8: barockisierend um 1920
- Nr. 12: barockisierend um 1910, von Emanuel von Seidl
- Nr. 13: Mansarddachvilla um 1910
- Nr. 18: neuklassizistische Villa, 1923
- Nr. 37: Kilometerstein in Säulenform, 19. Jahrhundert
- Nr. 123: malerische Villa, um 1900
- Nr. 192–194: ehemaliges Bauernhaus, 1870
- Nr. 216: ehemaliges Bauernhaus, um 1900

### Ältere ländliche Gebäude in Oberföhring
- Nr. 186: Alte Schmiede[6]
- Nr. 185, 187: Zwei Sölden

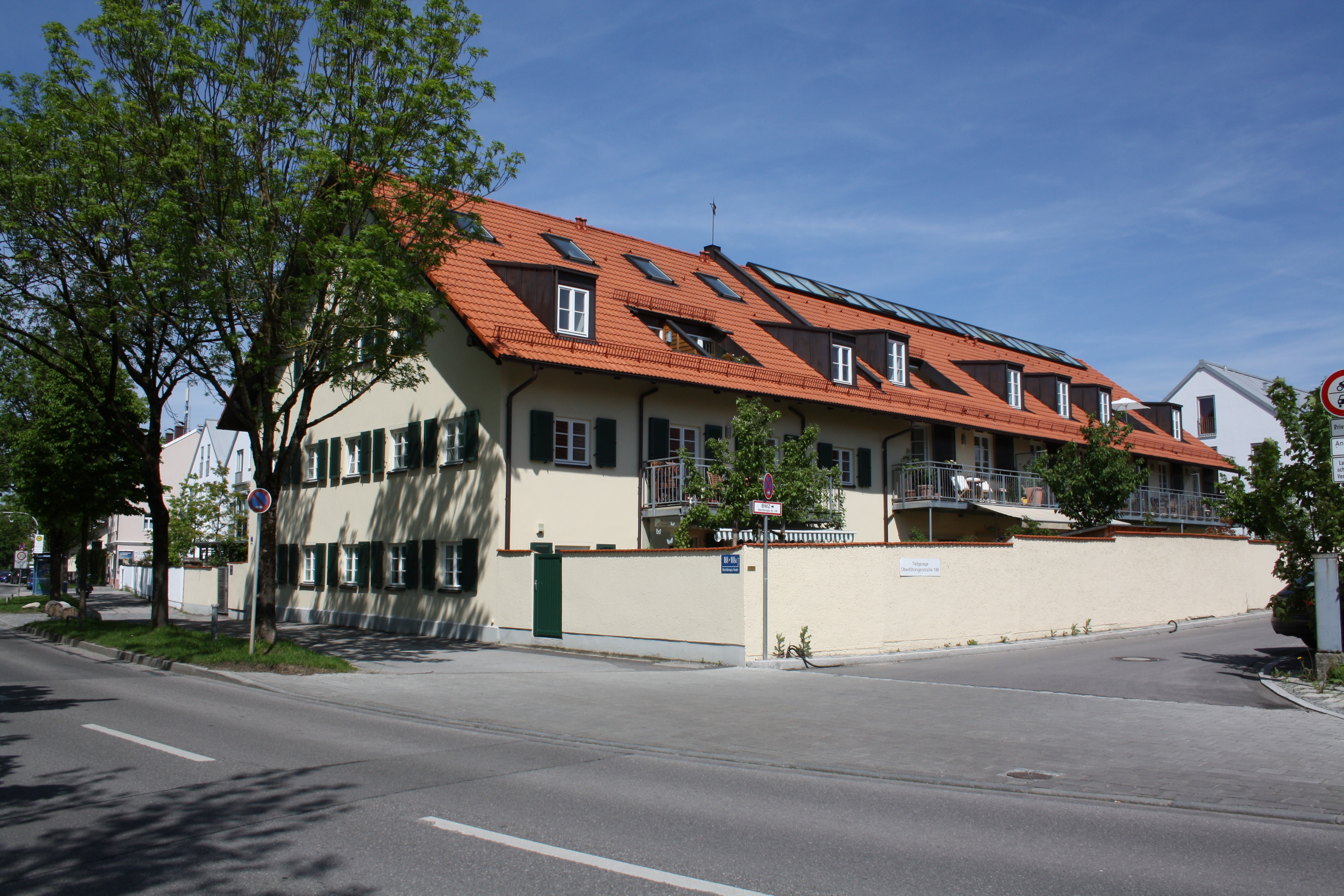
Der Baupflegerhof

- Nr. 188: „Baupflegerhof“ der Ziegeldynastie Welsch[7]
- Nr. 127a: Schuhmacherhäusl[8]

## Sozialeinrichtungen
- Kinderhaus der Pfennigparade, Oberföhringer Straße 150

## Kultur und Religion

### Sammlung Goetz

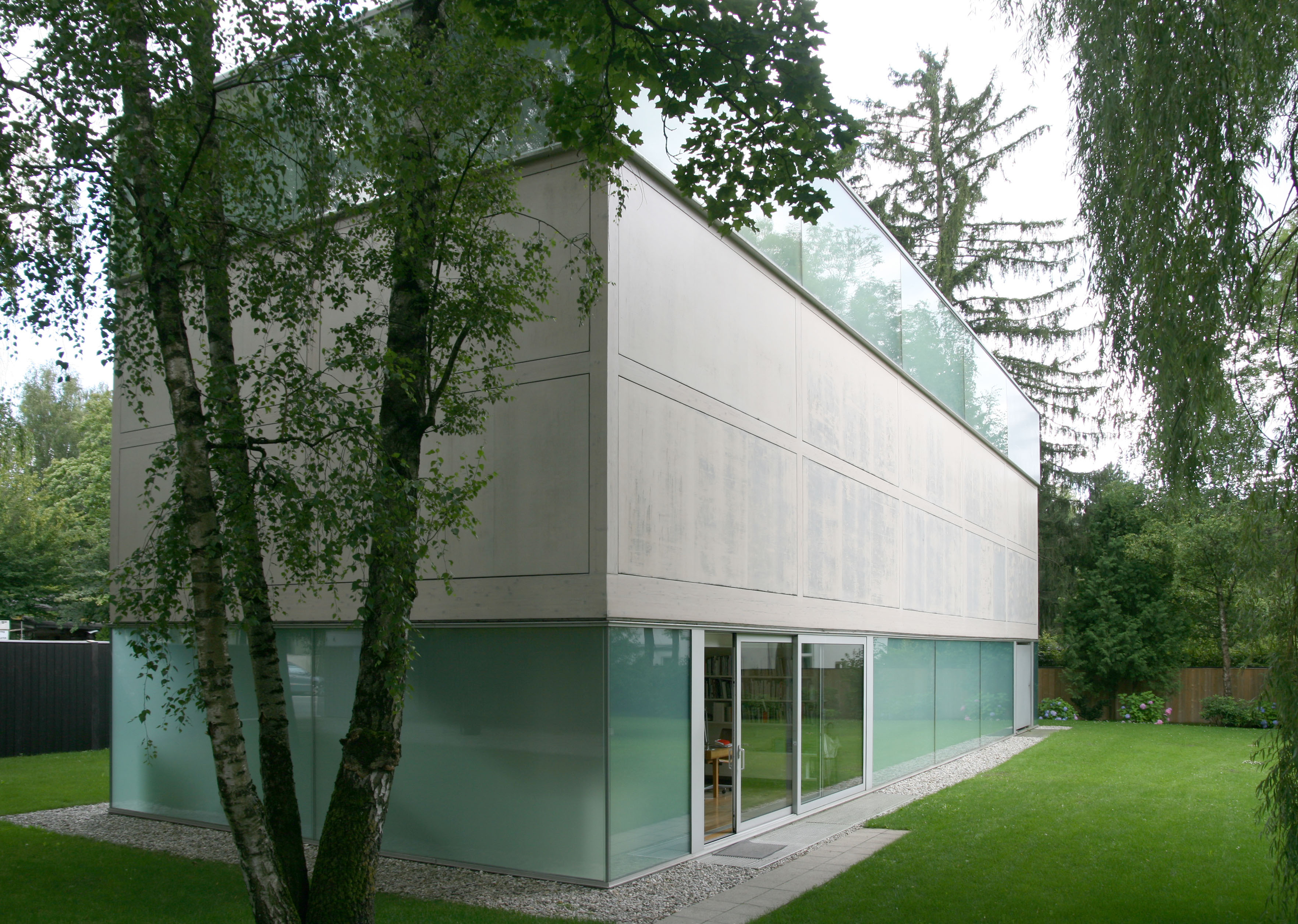
Gebäude der Sammlung Goetz

Nr. 103: Hier liegt in dem vom Schweizer Architekturbüro Herzog & de Meuron und Bernhard Behringer entworfenen Gebäude die Sammlung Goetz mit einer bedeutenden Sammlung zeitgenössischer Kunst (Besuch nur nach Voranmeldung).

### Bürgerpark Oberföhring

Bürgerpark Unterföhring (Aufnahme 2009)

Nr. 156: Auf dem Gelände des ehemaligen Städtischen Krankenhauses Oberföhring (früheres Luftwaffenlazarett) liegt in deren erhaltenen Baracken der von verschiedenen Vereinen der Vereinsgemeinschaft 29 (ehemalige Nummer des Stadtbezirks vor der Neugliederung) genutzte Bürgerpark Oberföhring.

### Brunnen

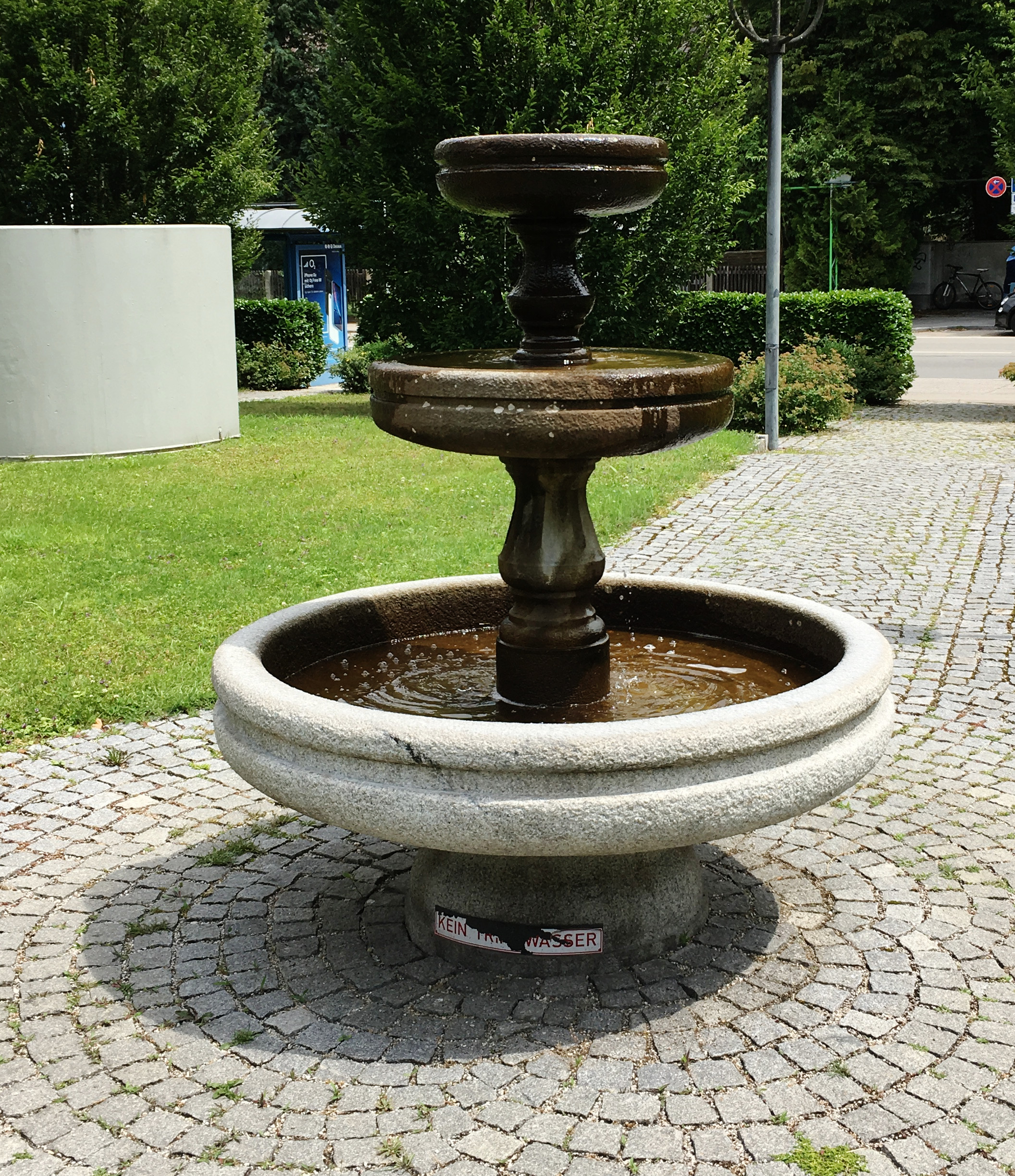
Brunnen bei Nr. 105a

Ein Brunnen ist bei Haus Nr. 105a aufgestellt.

### Religion
- Ungarische Katholische Gemeinde, 81925 München, Oberföhringer Straße 40.

## Konsulate
- Generalkonsulat der Republik Kroatien, Oberföhringer Straße 6
- Generalkonsulat des Emirats Katar, Oberföhringer Straße 8
- Generalkonsulat des Königreichs Spanien, Oberföhringer Straße 45

## Schulen
- Grundschule an der Oberföhringer Straße, Oberföhringer Straße 224[9]

## Hotels

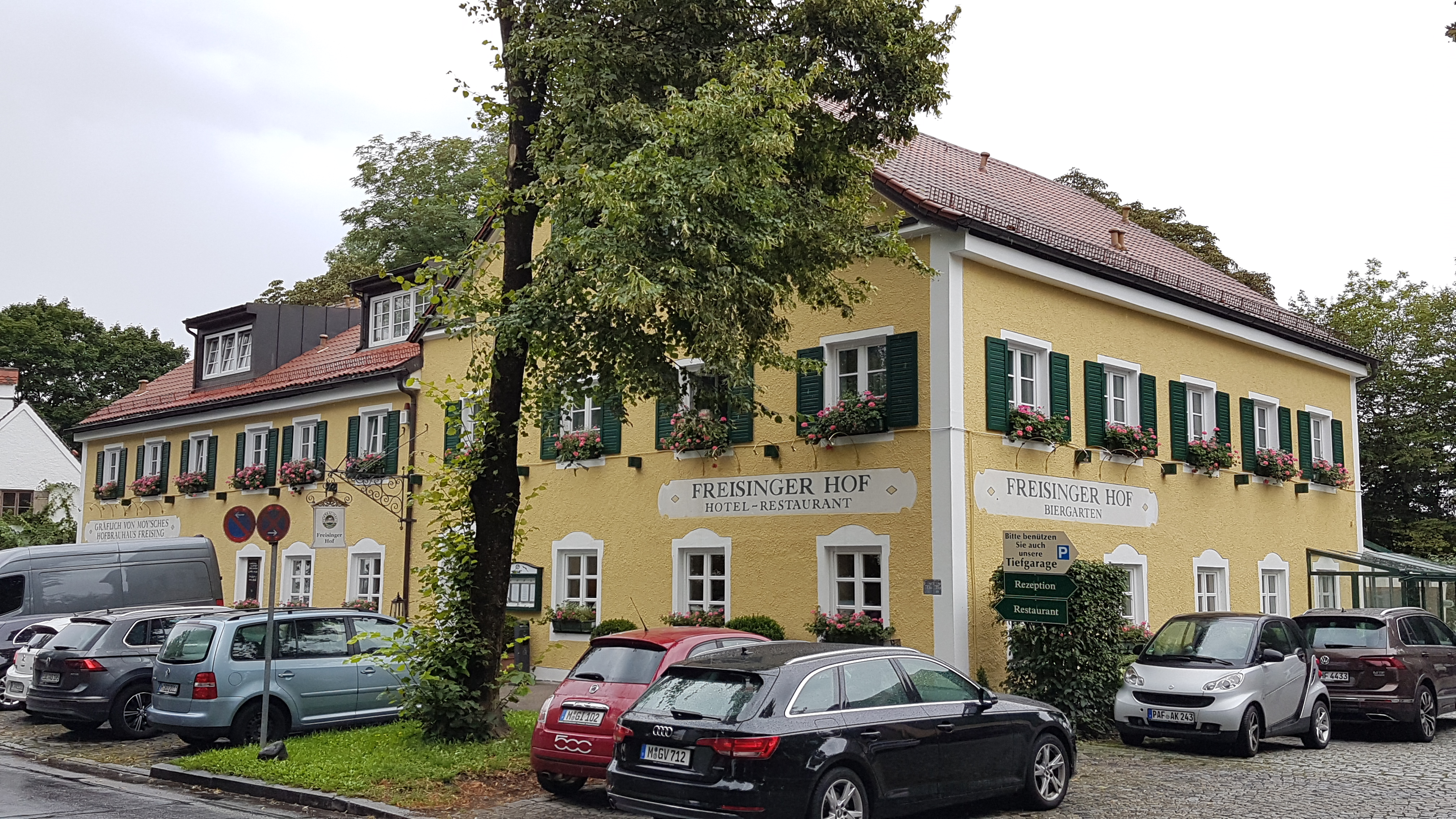
Freisinger Hof

- Freisinger Hof, Oberföhringer Straße 189–191